# Joe Penhall

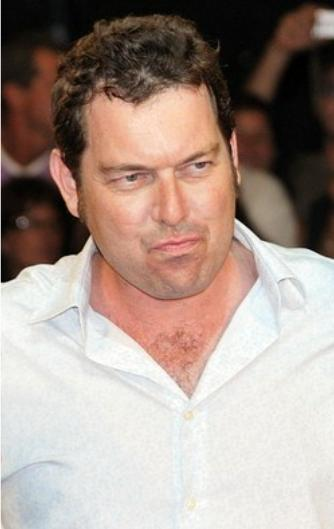
Joe Penhall

Joe Penhall (1967, Londres) é um escritor inglês. Foi considerado pelo Financial Times como um dos "melhores dramaturgos de sua geração".

## História
Durante sua juventude, Penhall viveu na Austrália onde escreveu letras de rock para o jornal universitário On Dit da Universidade de Adelaide.
Penhall recebeu o Laurence Olivier Award, The Evening Standard Award e o Critics' Circle Theatre Awards por Blue/Orange, uma peça sobre a dinâmica entre um jovem negro esquizofrênico e dois psiquiatras num sanatório londrino. A peça estreou no National Theatre em 2000, com direção de Roger Michell, e Bill Nighy, Andrew Lincoln e Chiwetel Ejiofor no elenco. No ano seguinte, Blue/Orange passou a ser encenada no Duchess Theatre, em Londres.
Também em 2000, Penhall adaptou para o cinema sua peça Off-Broadway Some Voices, sobre o impacto da esquizofrenia numa família comum. A direção coube a Simon Cellan-Jones, com Daniel Craig e Kelly Macdonald como protagonistas. A estréia foi no Festival de Cannes.
Penhall adaptou o romance Enduring Love de Ian McEwan para o cinema em 2004, tendo o filme sido estrelado por Rhys Ifans e Daniel Craig, e escreveu o roteiro para uma mini-série em quatro partes levada ao ar pela BBC2, com base em The Long Firm, romance de Jake Arnott sobre gangsters do East-End.
Sua peça seguinte, Dumb Show, uma comédia sobre os excessos cometidos pela imprensa sensacionalista, estreou em 2004 no Royal Court Theatre, com direção de Terry Johnson.
Landscape With Weapon, peça sobre um jovem e brilhante engenheiro que inventou uma inovadora e devastadora arma de destruição em massa, foi apresentada pela primeira vez no National Theatre em 2007, com direção de Roger Michell. No elenco, Tom Hollander e Julian Rhind-Tutt.
Penhall também tem trabalhado como diretor no Royal Court Theatre, e seu primeiro curta metragem, The Undertaker estreou no London Film Festival, tendo Rhys Ifans no elenco.

## Peças
- Wild Turkey (1993)
- Some Voices (1994)
- Pale Horse (1995)
- Love and Understanding (1997)
- The Bullet (1998)
- Blue/Orange (2000)
- Dumb Show (2004)
- Landscape With Weapon (2007)